# Hrabstwo Harris (Teksas)

Piramida wieku hrabstwa

Hrabstwo Harris – hrabstwo położone w USA, w stanie Teksas. Siedzibą hrabstwa jest miasto Houston. Według spisu z 2020 roku populacja wzrosła do ponad 4,7 mln mieszkańców. Jest najludniejszym hrabstwem stanu Teksas i trzecim co do populacji w Stanach Zjednoczonych. Najbardziej zróżnicowane etnicznie hrabstwo Teksasu. 

## Miasta
- Bellaire
- Baytown
- Bunker Hill Village
- Deer Park
- El Lago
- Galena Park
- Hedwig Village
- Hilshire Village
- Humble
- Hunters Creek Village
- Jacinto City
- Jersey Village
- La Porte
- Missouri City
- Morgan’s Point
- Nassau Bay
- Pasadena
- Piney Point Village
- Shoreacres
- South Houston
- Southside Place
- Spring Valley Village
- Taylor Lake Village
- Tomball
- Webster
- West University Place
- Waller

## CDP
- Aldine
- Atascocita
- Barrett
- Channelview
- Cloverleaf
- Crosby
- Highlands
- Sheldon
- Spring
- The Woodlands

## Sąsiednie hrabstwa
- Hrabstwo Montgomery (północ)
- Hrabstwo Liberty (północny wschód)
- Hrabstwo Chambers (wschód)
- Hrabstwo Galveston (południowy wschód)
- Hrabstwo Brazoria (południe)
- Hrabstwo Fort Bend (południowy zachód)
- Hrabstwo Waller (północny zachód)

## Gospodarka
Największe branże zatrudnienia w hrabstwie Harris obejmują (2020): opiekę zdrowotną i pomoc społeczną (240,5 tys. osób), handel detaliczny (237,1 tys.), budownictwo (231,7 tys.), produkcję (209,9 tys.) i usługi edukacyjne (199,5 tys.).

## Demografia
Populacja hrabstwa Harris (dane spisu z 2020) obejmuje osoby z 364 grup etnicznych – dziesiątki więcej, niż w jakimkolwiek innym hrabstwie w stanie. Dane te umacniają pozycję hrabstwa Harris jako szóstego najbardziej zróżnicowanego etnicznie hrabstwa w kraju i najbardziej zróżnicowanego hrabstwa Teksasu.
Według danych za lata 2014–2019 w hrabstwie 62,5% mieszkańców stanowiła ludność biała (29,6% nie licząc Latynosów), 19,0% to byli czarnoskórzy Amerykanie lub Afroamerykanie, 7,0% to byli Azjaci, 2,4% miało rasę mieszaną, 0,4% to rdzenna ludność Ameryki i 0,07% pochodziło z wysp Pacyfiku. Latynosi stanowili 42,9% ludności hrabstwa.
Do największych grup należały osoby pochodzenia meksykańskiego (31,6%), afroamerykańskiego, niemieckiego (6,2%), irlandzkiego (4,4%), angielskiego (4,3%), „amerykańskiego” (4,1%) i wietnamskiego (2,2%).

## Religia

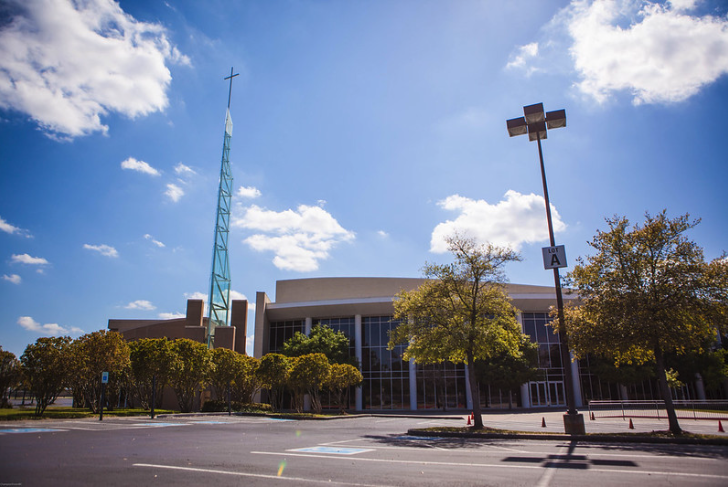
Kościół baptystyczny w Houston.

W krajobrazie religijnym hrabstwa przeważają ewangelikalni protestanci i katolicy. Według danych z 2020 roku do największych grup należeli:
- Kościół katolicki – 918,4 tys. członków w 113 parafiach,
- Południowa Konwencja Baptystów – 552,4 tys. członków w 772 zborach,
- lokalne bezdenominacyjne zbory ewangelikalne – 504,9 tys. członków w 670 zborach,
- Zjednoczony Kościół Metodystyczny – 164,8 tys. członków w 115 kościołach,
- Kościoły zielonoświątkowe (gł. Zbory Boże i Zjednoczony Kościół Zielonoświątkowy) – ok. 100 tys. członków w 336 zborach,
- społeczność muzułmańska – 91,2 tys. wyznawców w 63 meczetach,
- Narodowa Misyjna Konwencja Baptystyczna Ameryki – 80,6 tys. członków w 188 zborach,
- świadkowie Jehowy – 60,9 tys. członków w 204 zborach.